# 清久素延
清久 素延（、1963年〈昭和38年〉 - ）は、日本の撮影監督。日本映画撮影監督協会（J.S.C.）所属。兵庫県出身。

## 経歴
1985年『火宅の人』から撮影助手として木村大作に師事。
2003年『ロボコン』で撮影監督デビュー後、日本映画、テレビドラマと幅広く活躍。ステディカム撮影での起用が多い。
2013年『のぼうの城』で第36回日本アカデミー賞優秀撮影賞を江原祥二と共同受賞。

## 主な撮影作品

### 映画
撮影助手
- 火宅の人 （1986年）[3]
- 華の乱（1988年）
- 社葬（1989年）
- ゴジラvsビオランテ（1989年）[4]
- 略奪愛（1991年）
- 首領になった男（1991年）
- ゴジラvsキングギドラ（1991年）[5]
- ヤマトタケル（1994年）
- ゴジラvsスペースゴジラ（1994年）
- ゴジラvsデストロイア（1996年）[6]
- 八つ墓村 （1996年）[7]
- モスラ（1996年）
- モスラ2 海底の大決戦（1997年）
- モスラ3 キングギドラ来襲（1998年）
- ゴジラ2000ミレニアム（1999年）
- クロスファイア（2000年）
- ゴジラ・モスラ・キングギドラ　大怪獣総攻撃（2001年）
- ゴジラ×メカゴジラ（2002年）

撮影
- ドラゴンヘッド （2003年） - ステディカム
- ロボコン （2003年）
- ゴジラ FINAL WARS（2004年） - 海外・国内別班撮影
- 戦国自衛隊1549 （2005年） - Bキャメラ撮影
- 輪廻 （2006年） - ステディカム
- テニスの王子様 （2006年）
- NANA2 （2006年）
- 銀色のシーズン （2008年）
- 明日への遺言 （2008年） - 撮影協力
- ハゲタカ （2009年）
- 女の子ものがたり （2009年）
- 武士道シックスティーン （2010年）
- 僕等がいた前篇・後編（2012年）ステディカム
- のぼうの城 （2012年）
- だいじょうぶ3組 （2013年）
- 脳内ポイズンベリー（2015年）
- 青空エール（2016年）
- ボクの妻と結婚してください。（2016年）
- 一礼して、キス（2017年）[6]
- honey（2018年）
- 猫は抱くもの（2018年）[6]
- 最高の人生の見つけ方（2019年）[5]
- シティーハンター（2024年）
- 35年目のラブレター（2025年）

### テレビドラマ
- パートタイム探偵 （2004年、BSジャパン） - ステディカム[8]
- 弁護士 灰島秀樹 （2006年、フジテレビ）
- 東京大空襲 （2008年、日本テレビ） - ステディカム
- 東京ゴースト・トリップ （2008年、テレビ神奈川）
- 魔術はささやく （2011年、フジテレビ）

## 受賞歴
- 2013年 第36回日本アカデミー賞：優秀撮影賞『のぼうの城』[9]